# Neobisium babinzub
Neobisium babinzub är en spindeldjursart som beskrevs av Curcic, Dimitrijevic, Tomic och Mitic 2007. Neobisium babinzub ingår i släktet Neobisium och familjen helplåtklokrypare. Inga underarter finns listade i Catalogue of Life.